# Tsagaandelger (Dundgovi)
Le sum de Tsagaandelger (mongol : ᠴᠭᠠᠨᠳᠡᠯᠭᠡᠷ
ᠰᠤᠮᠤ, cyrillique : Цагаандэлгэр сум, MNS : Tsagaandelger sum) est situé dans l'aïmag (ligue) de Dundgovi, en Mongolie. Sa population était de 1 319 habitants en 2007.